# Berville-sur-Mer
Berville-sur-Mer település Franciaországban, Eure megyében. Lakosainak száma 680 fő (2022. január 1.). Berville-sur-Mer Conteville és Fatouville-Grestain községekkel határos.

## Népesség
A település népességének változása:
| Lakosok száma | 417  | 502  | 438  | 498  | 656  | 695  | 709  | 676  | 680  | 680  |
|               | 1968 | 1982 | 1990 | 2006 | 2013 | 2015 | 2017 | 2019 | 2020 | 2022 |